# Камфен
Камфен — бициклический монотерпен.

## Свойства
Бесцветные кристаллы с характерным камфорным запахом. Летуч, хорошо растворим в диэтиловом эфире и бензоле, хуже — в этаноле, не растворим в воде.
С органическими кислотами в присутствии H2SO4 образует изоборниловые эфиры. При действии хромовой смеси (К2Cr2О7 и H2SO4) или перманганата окисляется в камфору. При самоокислении камфен переходит в камфенилон. При гидрировании камфена на платине образуется изокамфан, при гидратации, в зависимости от условий, — камфенгидрат или смесь борнеола и изоборнеола. Действие на камфен хлороводорода приводит к образованию равновесной смеси камфенгидрохлорида, борнилхлорида и изоборнилхлорида с преобладанием последнего.

## Нахождение в природе
Содержится в небольших количествах в скипидарах и хвойных эфирных маслах, откуда его можно выделить ректификацией и вымораживанием; найден также в лавандовом, фенхельном и др. эфирных маслах; в промышленности его получают обычно каталитической изомеризацией пинена.

## Получение
- изомеризацией пиненов в присутствии титанового катализатора (выход 70 %);
- дегидратацией изоборнеола;
- дегидрохлорированием борнил- и изоборнилхлоридов;

## Применение
Камфен широко применяют в промышленности. Является промежуточным продуктом в синтезе камфоры. Хлорированием камфена получают весьма эффективные инсектициды (хлорфен, полихлоркамфен).
Камфен используют для:
- получения камфоры;
- производства инсектицидов, например, полихлоркамфена;
- изготовления теринона — компонента иммерсионного масла для микроскопии;
- производства душистых веществ, например, изоборнилацетата, кедрола, мустерона, санталидола;